# 弗朗西斯科·哈维尔·萨恩斯·德·奥伊萨
弗朗西斯科·哈维尔·萨恩斯·德·奥伊萨（西班牙語：Francisco Javier Saenz de Oiza，1918年10月12日—2000年7月18日）是西班牙纳瓦拉出身的建筑师，被誉为西班牙建筑界现代主义运动中最具代表性的人物之一。

## 生平
1918年10月12日出生于纳瓦拉的卡塞达。在塞维利亚长大，在马德里高等建筑学校学习（现马德里理工大学），1946年毕业，获奖学金到美国游历了两年后返回西班牙。他的第一项工作是设计吉普斯夸省奥尼亚蒂的阿兰萨苏圣堂，1950年开始与雕塑家豪尔赫·奥泰萨合作。1954年获国民建筑奖。他是二战后西班牙福利社区安置房营建项目的主要建筑设计师之一。
1993年获阿斯图里亚斯亲王奖艺术奖。2000年7月18日在马德里家中逝世，享年81岁。

## 作品
他设计的建筑具有“火山之美”，以“火山口”和“晶洞”造型为特色。
他最主要的作品是马德里白塔大楼、巴斯克自治區奥尼亚蒂的阿兰萨苏圣堂、安達盧西亞自治区塞维利亚的托利亚那楼、比利时布鲁塞尔-首都大区的西班牙驻比利时使馆、納瓦拉潘普洛納的纳瓦拉公立大学图书馆、大加那利岛拉斯帕爾馬斯省的大西洋近代美术中心和马德里的西班牙外换银行大楼等。

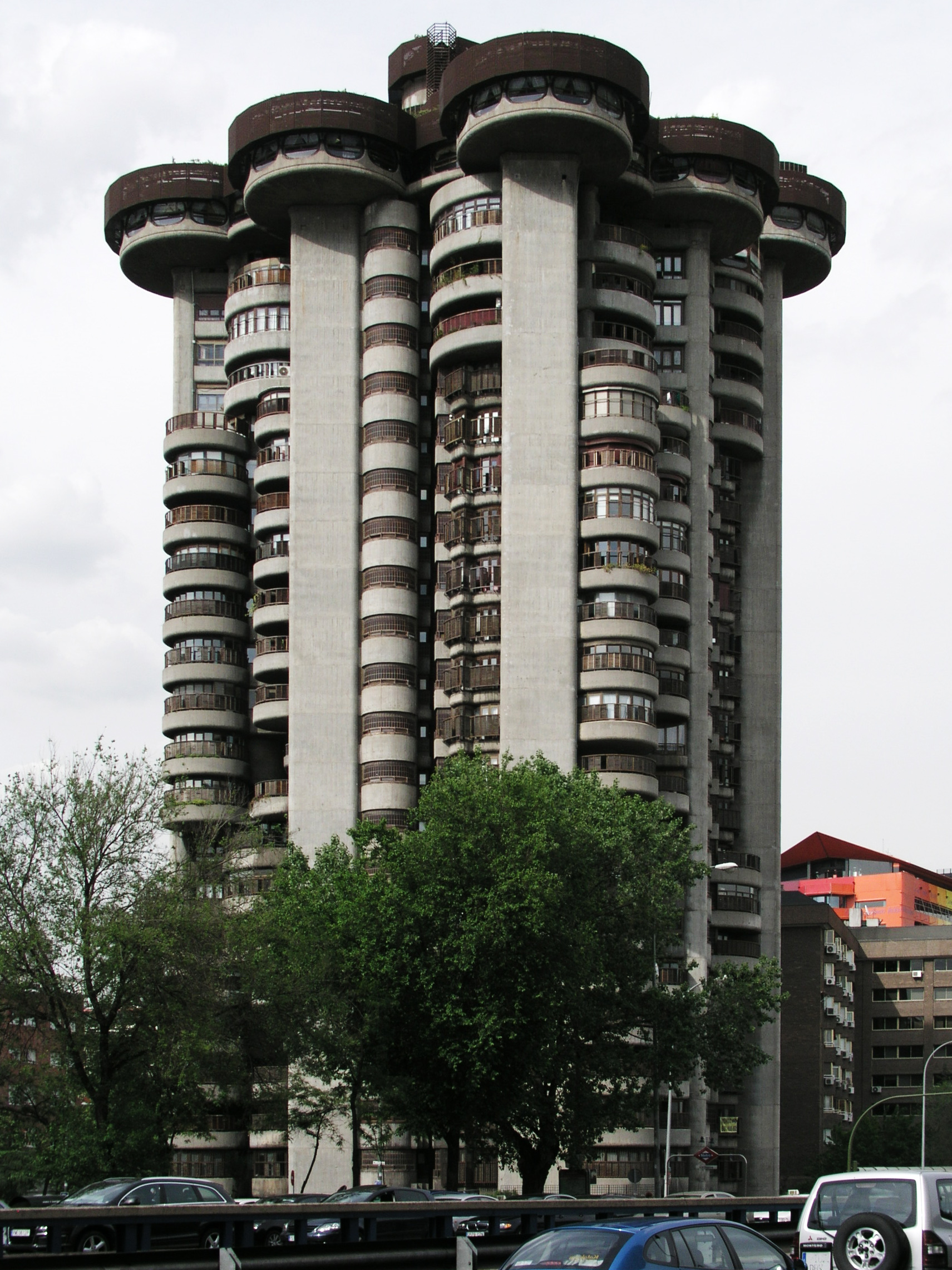
白塔大楼 （马德里）
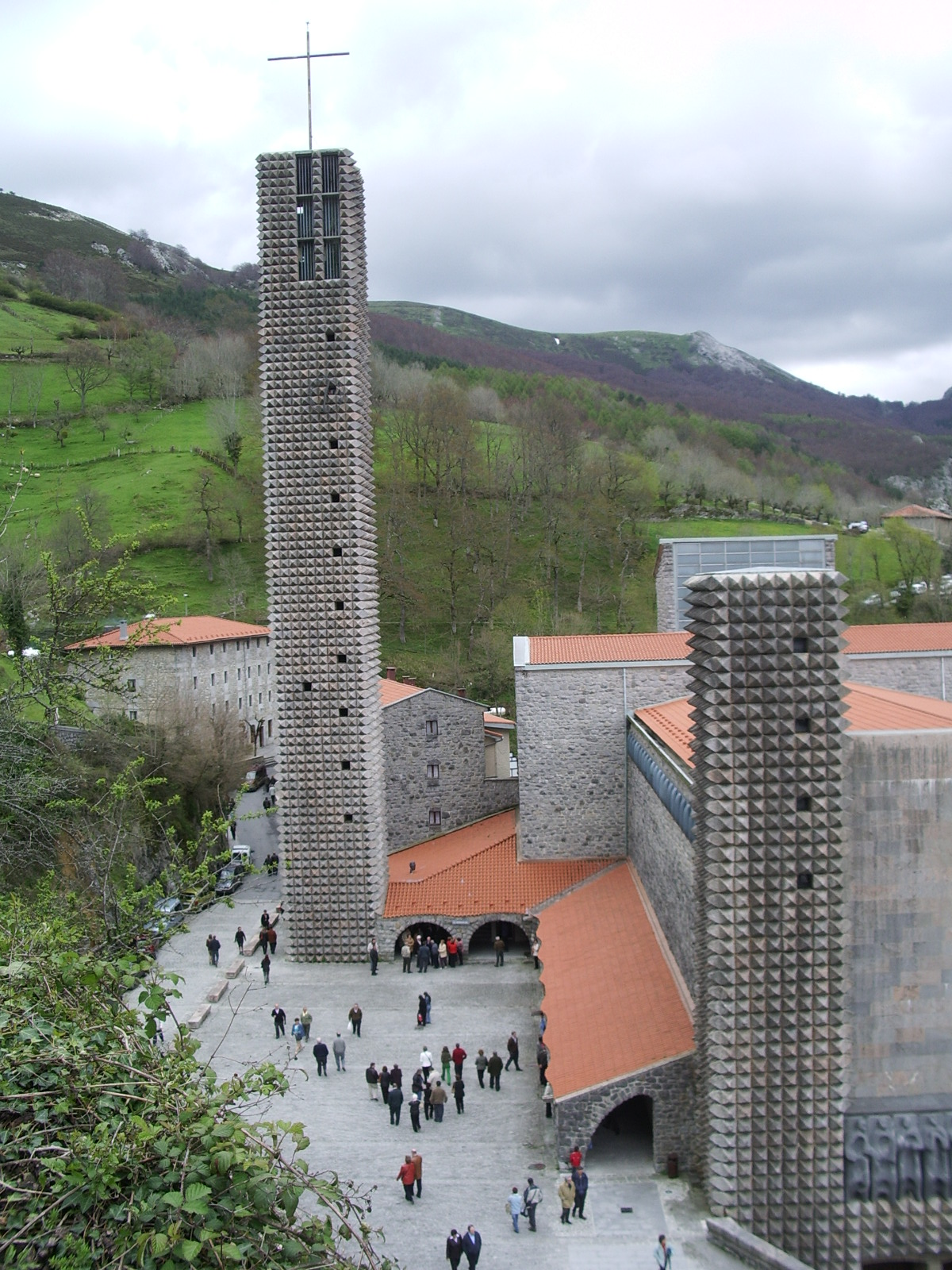
阿兰萨苏圣堂
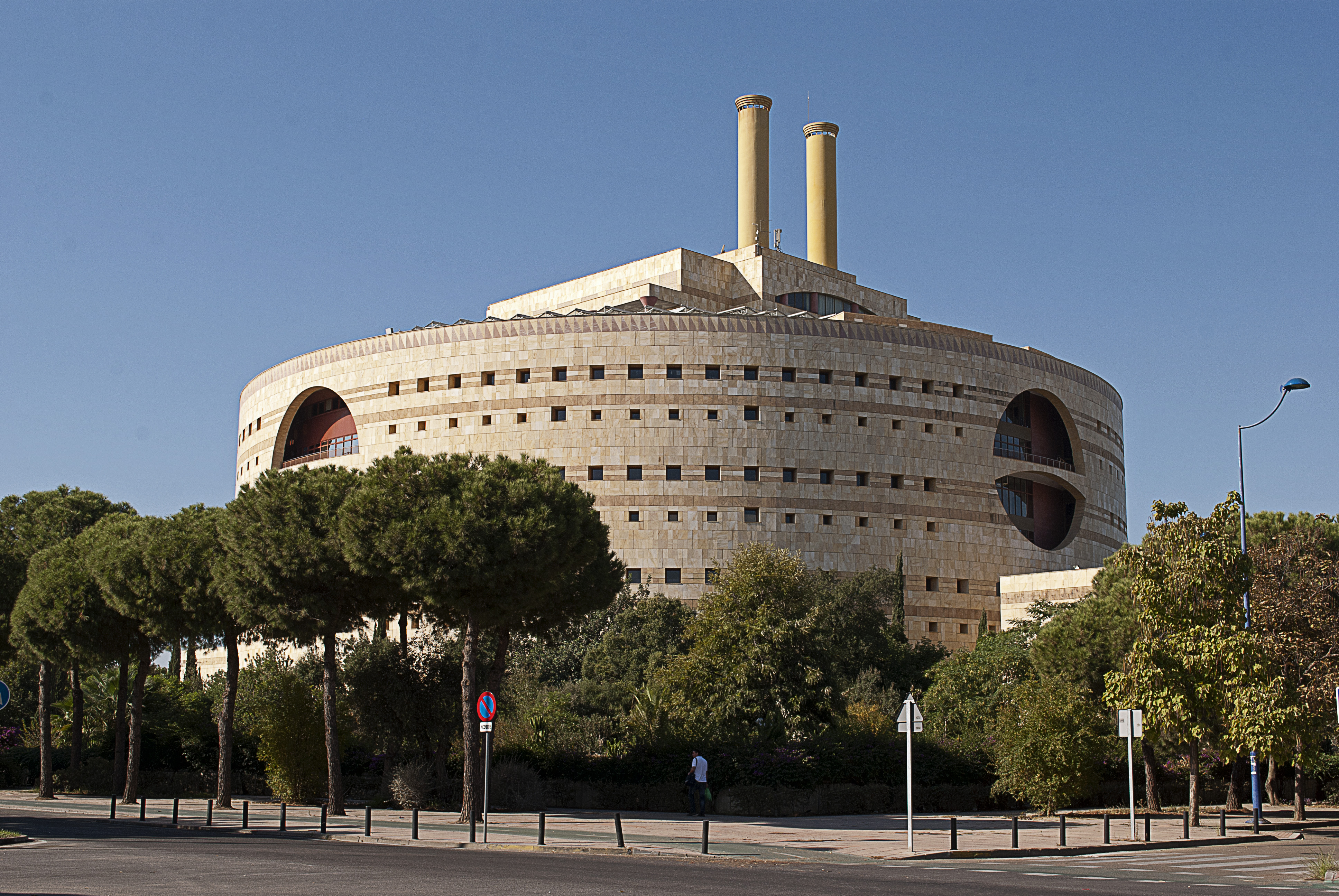
托利亚那楼 （塞维利亚）
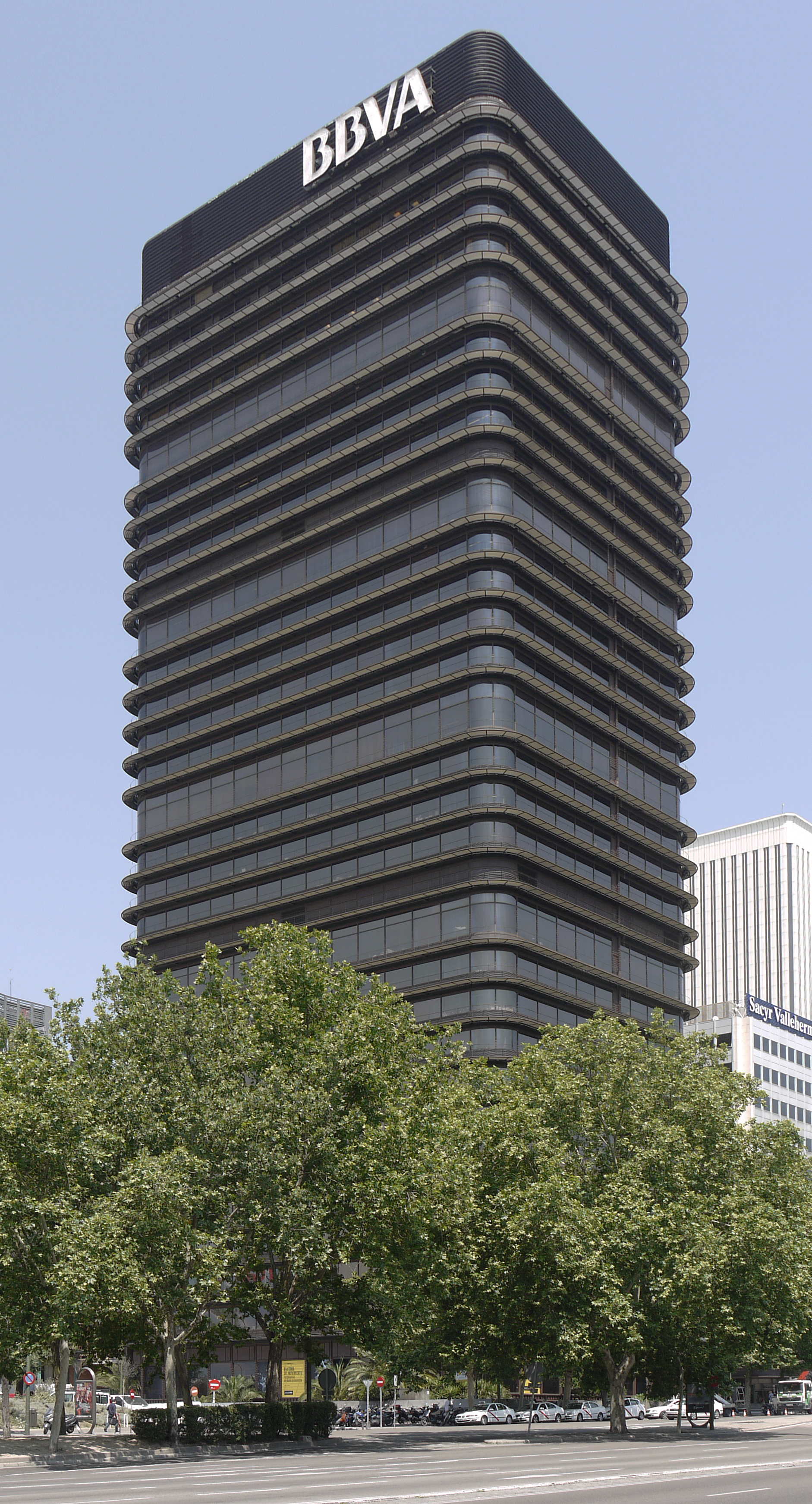
西班牙外换银行大楼
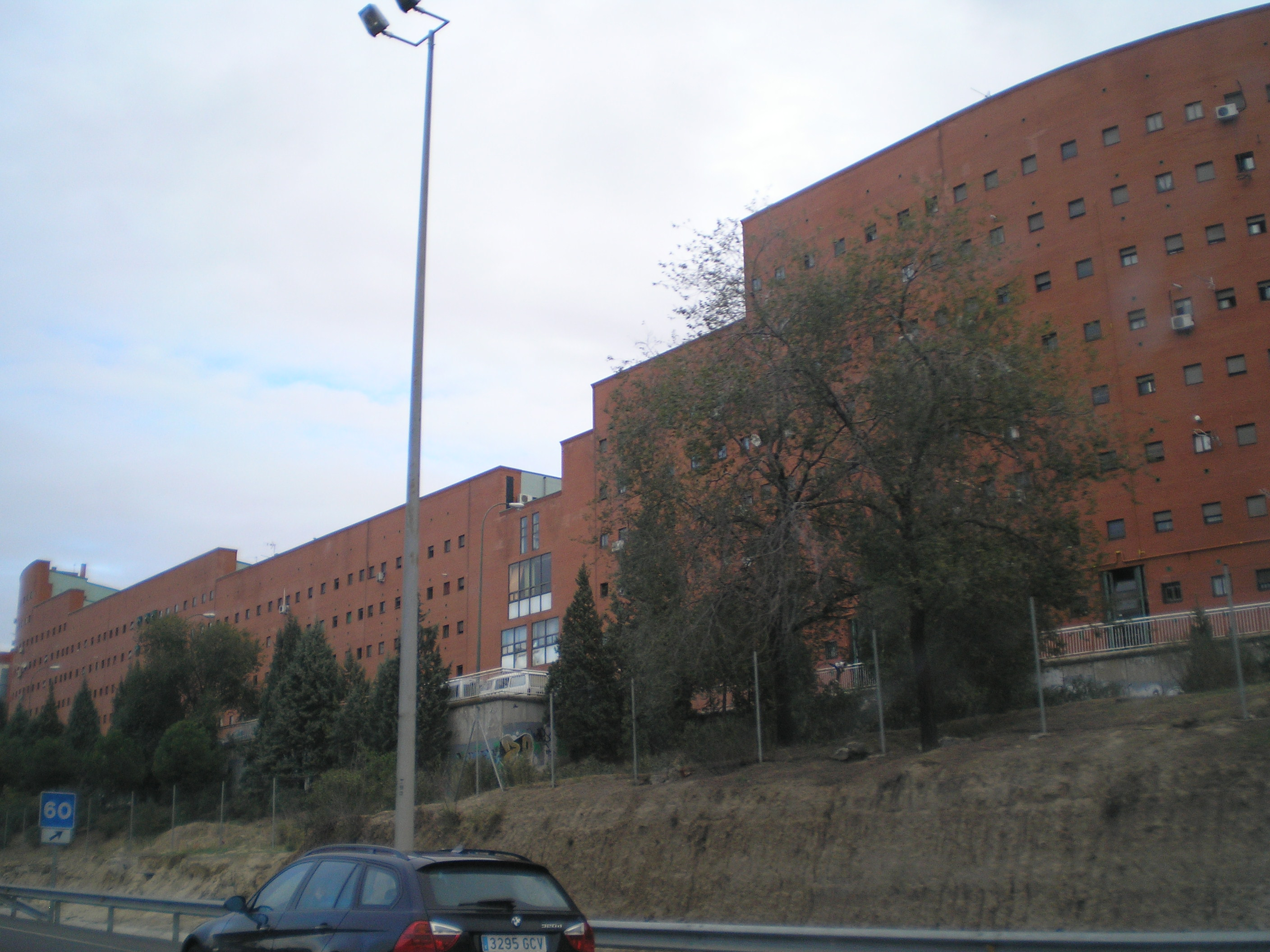
马德里M-30高速环线公租房
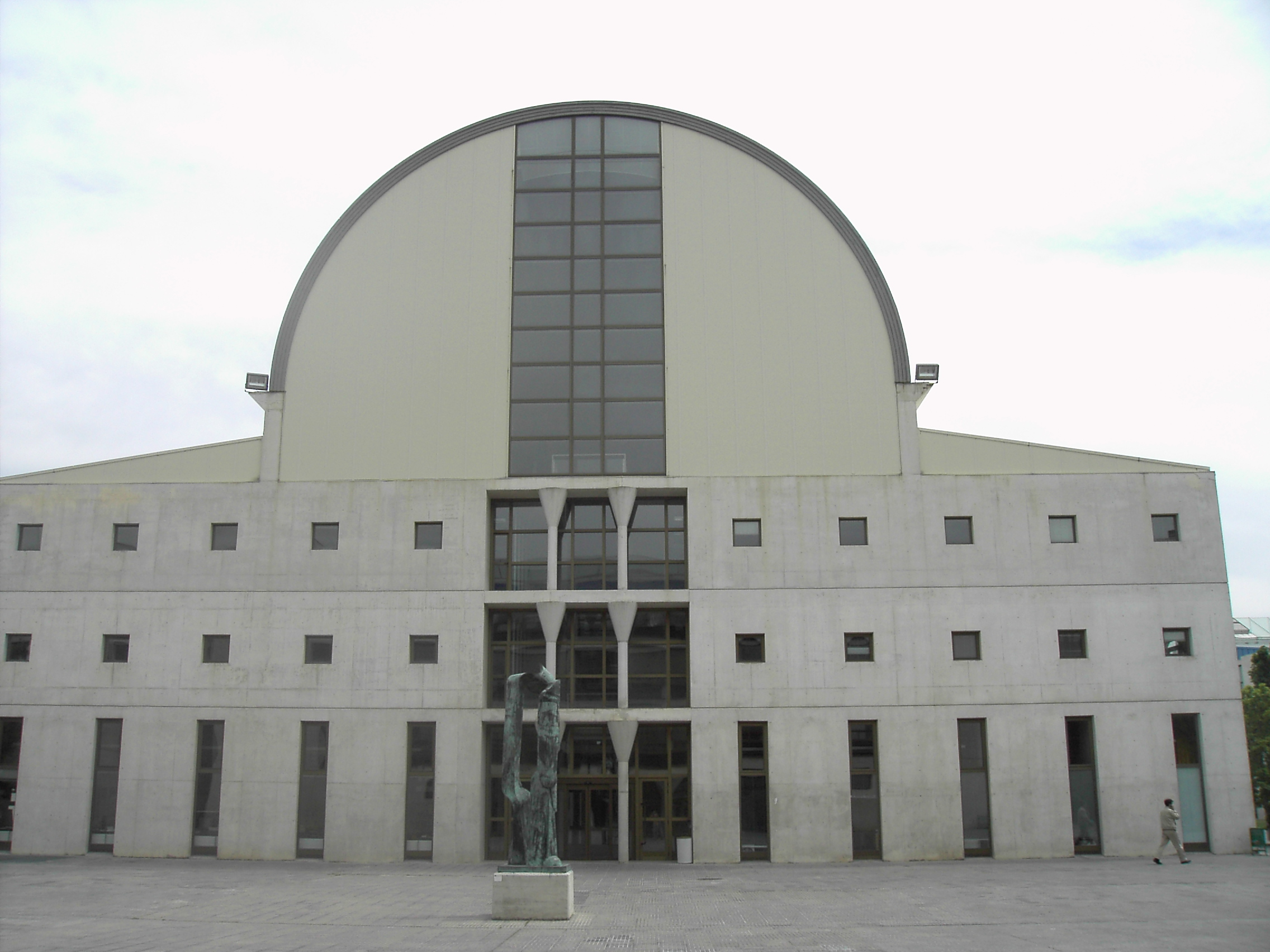
纳瓦拉公立大学图书馆 （潘普洛納）